# Terrifying
" Terrifying" er en sang fra rock ’n’ roll bandet The Rolling Stones, og udgivet som single fra bandets album Steel Wheels
Sangen blev skrevet af Mick Jagger og Keith Richards tidligt i 1989. 
Musikerne der indspillede nummeret bestod af Jagger der sang, mens Richards og Ron Wood spillede elektriske guitarer. Bass, trommer og orgel blev spillet af henholdsvis Bill Wyman, Charlie Watts og Chuck Leavell. Roddy Corimer spillede nummerets trompet, mens Matt Clifford spillede keyboard. Koret til sangen bestod af Richards og Lisa Fischer .
Singlen blev udgivet i august, 1989, og blev nummer 82. på UK Singles Chart. Bedre gik det på US Mainstream Rock hvor den fik en 8. plads. 

### Fodnote
1. ↑  Terrifying – Lyrics